# Marienkirche (Wardenburg)

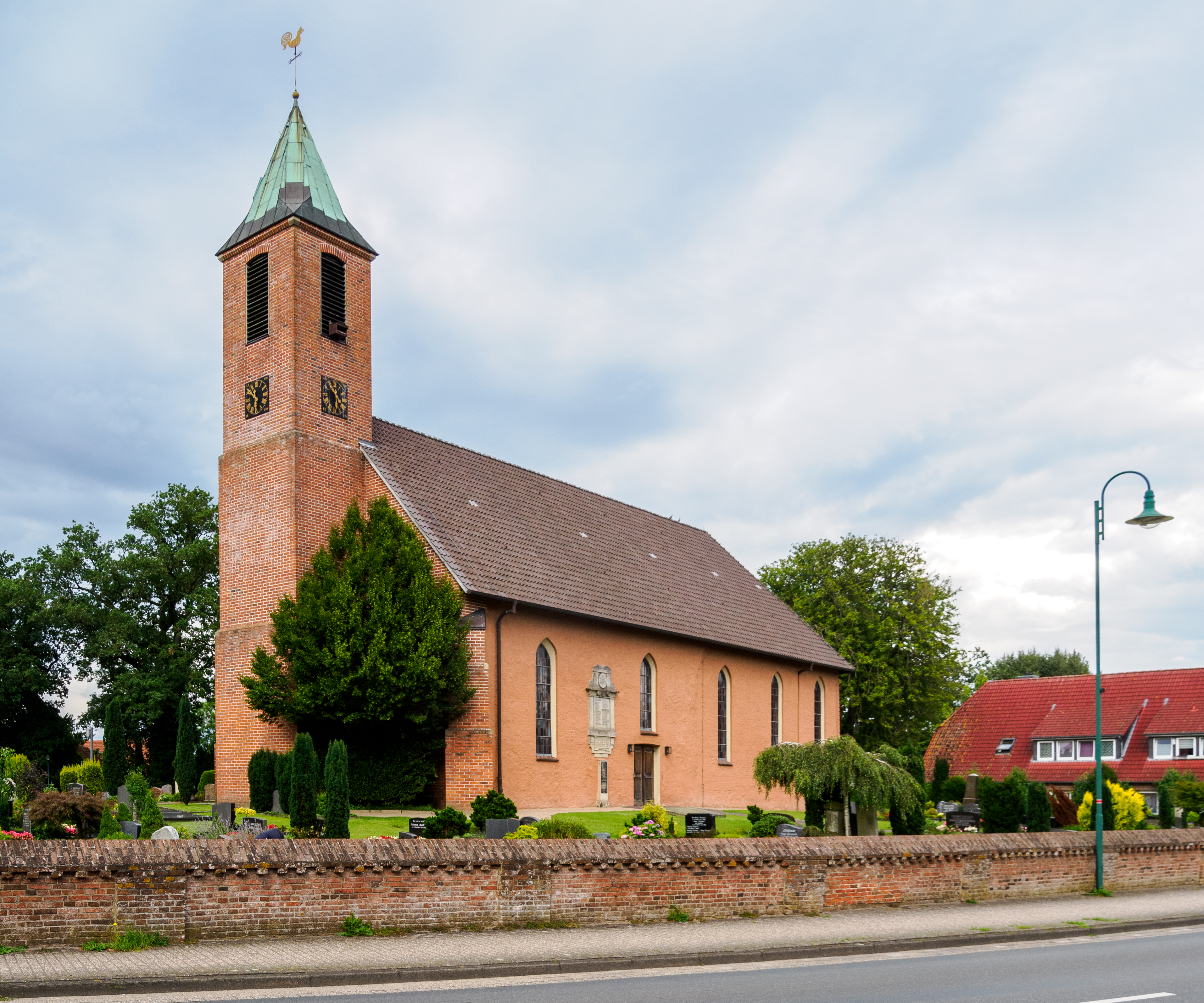
Marienkirche von West/Südwest

Die Marienkirche in Wardenburg ist die Pfarrkirche der Evangelischen Kirchengemeinde Wardenburg, die dem Kirchenkreis Delmenhorst/Oldenburg Land der Evangelisch-Lutherischen Kirche in Oldenburg angehört.

## Geschichte
Die erste Kirche wurde im Zuge der Christianisierung des Lerigaues im 9. Jahrhundert im benachbarten Westerburg errichtet, jedoch schon vor 890 zerstört. Im 13. Jahrhundert befand sich dort eine neuere Kirche mit dem Patrozinium des Petrus, die bis ins 16. Jahrhundert bestand.

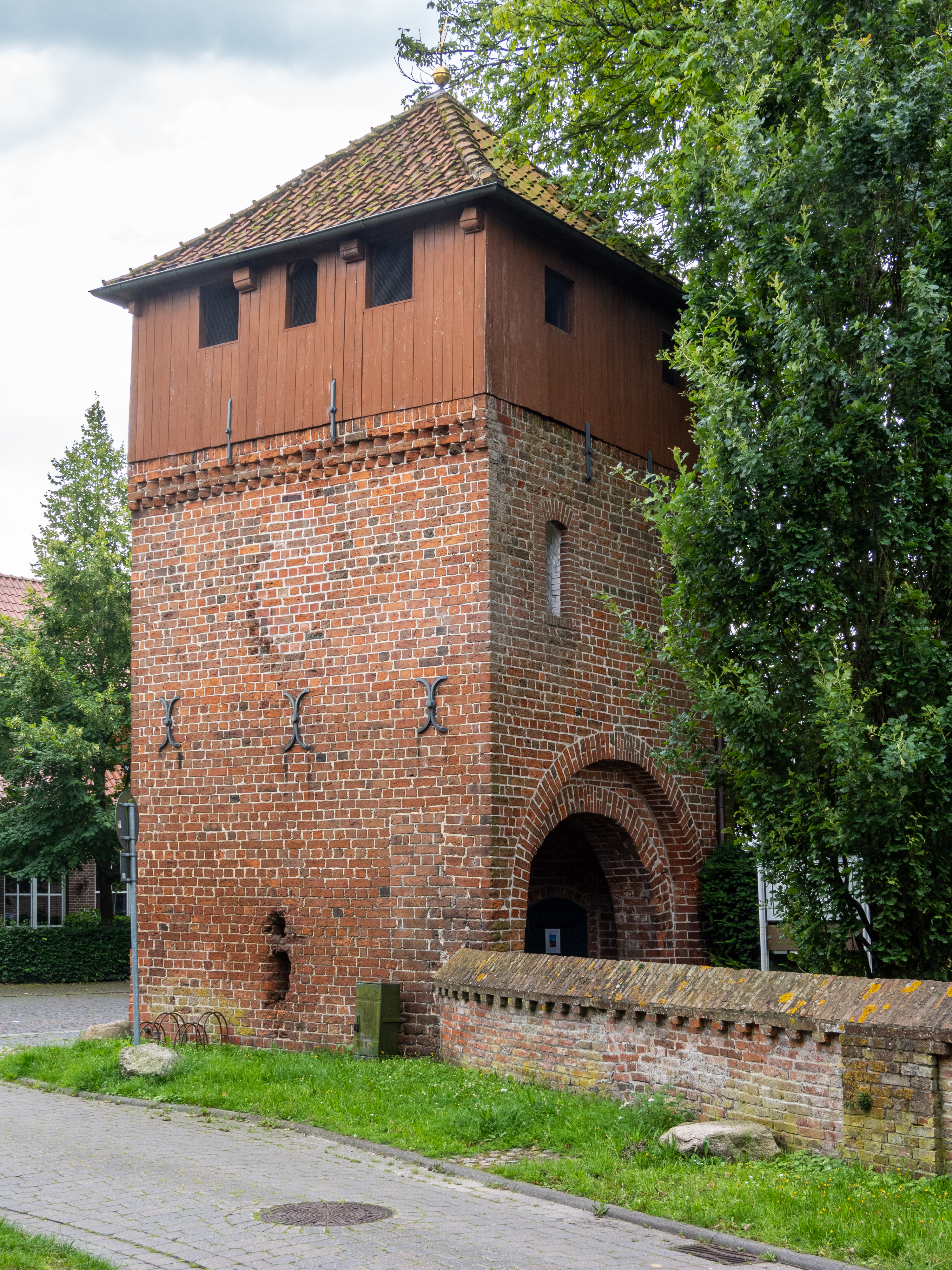
Alter Glockenturm mit Friedhofsmauer

Von Westerburg aus wurde 1268 eine Kapelle in Wardenburg gegründet, die Unserer Lieben Frau (Maria) geweiht war und auf die das heutige Kirchengebäude im Kern zurückzuführen ist. Die Kapelle soll größer und prächtiger als die heutige Kirche und mit fünf Altären ausgestattet gewesen sein. Im Spätmittelalter war sie Ziel einer Wallfahrt. Dort wurde ein wundertätiges Marienbildnis mit dem Motiv der Anbetung der Könige verehrt, das sich im Hochaltar befand und dessen Verbleib nach der Erneuerung des Altars im Jahr 1793 unklar ist.
Nach der Reformation verlor die Marienkirche die Funktion als Wallfahrtskirche, wurde jedoch im 16. Jahrhundert zur Pfarrkirche erhoben. 1538 wurde die Kirche in einer Fehde zwischen der Grafschaft Oldenburg und dem Hochstift Münster niedergebrannt. Zunächst standen keine Mittel für einen Neubau zur Verfügung. Erst 1578 wurde unter Graf Johann VII. unter Verwendung des erhaltenen Westteils eine neue Kirche errichtet. Bis ins 19. Jahrhundert wurden nur geringe Änderungen daran vorgenommen. Im 20. Jahrhundert wurden Turm und Chor angebaut.

## Beschreibung
Die Saalkirche mit Turm und polygonalem Chor wurde aus Backstein erbaut und verputzt. Im älteren westlichen Teil sind die Mauern dicker, wodurch sich eine geringere Breite des Innenraums ergibt.
Die Fenster im Langhaus sind spitzbogig, das Fenster über dem Portal an der Nordseite befindet sich in der alten Einfassung. Im westlichen Teil des Langhauses sind noch Hinweise auf ein früher vorhandenes Gewölbe zu erkennen, das durch eine flache Holzbalkendecke ersetzt wurde.
Der freistehende Glockenturm besteht im unteren Teil aus Backstein, im oberen aus Holz.

## Ausstattung

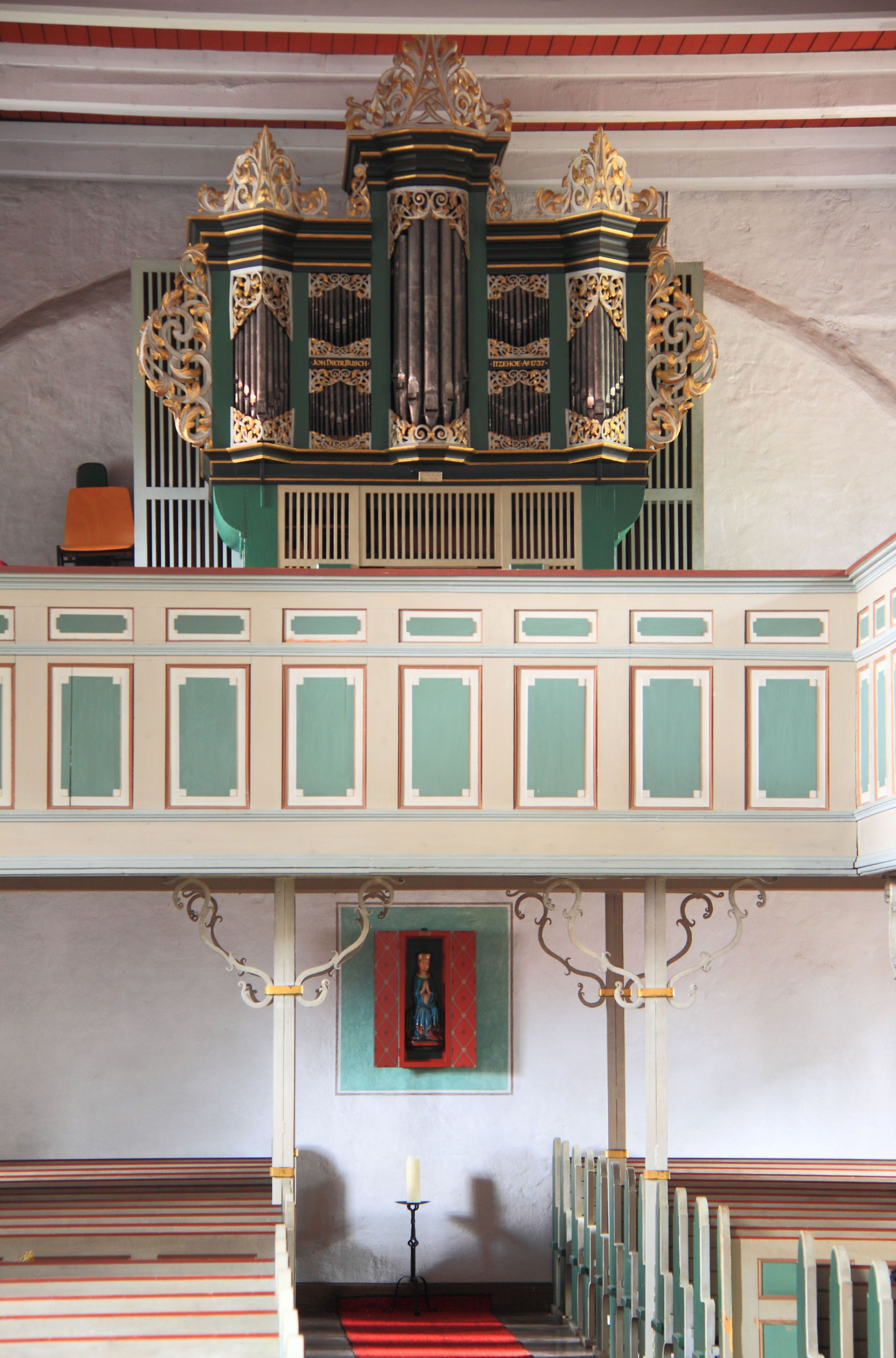
Empore mit Orgelprospekt

Der Altar stammt aus dem Jahr 1793. Auch die Kanzel, die Emporen und der Taufstein aus Sandstein in Balusterform wurden in der Zeit um 1800 hergestellt. Zudem befinden sich Totenschilde aus den Jahren 1655, 1663 und 1719 in der Kirche.
Die barocke Orgel mit 13 Registern wurde 1737 von Johann Dietrich Busch aus Itzehoe nach Plänen Christian Vaters erbaut.  Auch der Prospekt ist aus dieser Zeit erhalten.